# Brouckerque
Brouckerque (tiếng Hà Lan: Broekkerke) là một xã ở tỉnh Nord trong vùng Hauts-de-France, Pháp.